# Grapa
Grapa je přírodní rezervace v oblasti TANAP.
Nachází se v katastrálním území obce Tatranská Javorina v okrese Poprad v Prešovském kraji. Území bylo vyhlášeno či novelizováno v roce 1991 na rozloze 40,86 ha. Ochranné pásmo nebylo stanoveno.